# Petre Roman
Petre Roman (Bukarest, 1946. július 22. –) román mérnök és politikus. 1989 és 1991 között Románia miniszterelnöke volt, amikor kormányát a Miron Cozma vezette bányászok beavatkozása megbuktatta. Ő volt az első miniszterelnök 1945 óta, aki nem volt kommunista szimpatizáns. Emellett 1996 és 1999 között a szenátus elnöke, 1999 és 2000 között pedig külügyminiszter volt.

## Életrajz
Petre Roman Bukarestben született. Apja, az erdélyi magyar-zsidó származású Valter Roman, született: Ernst vagy Ernő Neuländer, a spanyol polgárháború veteránja, a Komintern aktivistája és a Román Kommunista Párt (RKP) prominens tagja volt. Édesanyja, Hortensia Vallejo spanyol száműzött volt. A házaspár Moszkvában kötött házasságot, és több testvére is van. Roman 1974-ben feleségül vette Mioara Georgescut, akivel egy lánya, Oana született. 2007 februárjában a férj és a feleség megerősítette, hogy elválnak; a válás 2007. április 6-án, nagypénteken vált véglegessé. 2009 júniusában román ortodox esküvőn vette feleségül a nála 26 évvel fiatalabb, terhes Silvia Chifiriucot.
Roman először az 1989-es romániai forradalom idején vált ismertté, amikor a Nemzeti Televízió épületét elfoglaló tömegben volt, és a forradalom diadalát kifejező üzeneteket sugárzott. A kommunista rendszer megdöntése után ideiglenes miniszterelnök lett, és 1990 júniusában, három hónappal az ország 53 év óta első szabad választása után megerősítették hivatalában.

### Miniszterelnökként
1989. december 26-án Roman-t nevezték ki az ideiglenes Nemzeti Megmentési Front ideiglenes kormányának ideiglenes miniszterelnökévé. Az 1990. május 20-i választásokon - 53 év óta az első szabad választásokon, amelyeket az országban tartottak - a Nemzeti Megmentési Front kormánylistáján bukaresti képviselővé választották. Iliescu június 20-án ismét őt nevezte ki miniszterelnöknek. Az újonnan megválasztott parlament június 28-án hivatalosan is megerősítette hivatalában, és kormányprogramját egyhangúlag elfogadták.

## Fordítás
Ez a szócikk részben vagy egészben  a   Petre Roman című angol Wikipédia-szócikk fordításán alapul.  Az eredeti cikk szerkesztőit annak laptörténete sorolja fel. Ez a jelzés csupán a megfogalmazás eredetét és a szerzői jogokat jelzi, nem szolgál a cikkben szereplő információk forrásmegjelöléseként.